# مورغان جيبس وايت
مورغان جيبس وايت (بالإنجليزية: Morgan Gibbs-White)‏ (مواليد 27 يناير 2000) هو لاعب كرة قدم إنجليزي يلعب في مركز الوسط في نادي نونتغهام فورست.

## روابط خارجية
- مورغان جيبس وايت على موقع الاتحاد الأوربي (الإنجليزية)
- مورغان جيبس وايت على موقع قاعدة بيانات كرة القدم.إي يو (الإنجليزية)
- مورغان جيبس وايت على موقع ليكيب (الفرنسية)
- مورغان جيبس وايت على موقع Soccerbase.com (لاعب) (الإنجليزية)
- مورغان جيبس وايت على موقع Soccerway.com (الإنجليزية)
- مورغان جيبس وايت على موقع عالم كرة القدم.نت (الإنجليزية)
- مورغان جيبس وايت على موقع AS.com (الإسبانية)